# ジャパン・インダストリアル・ソリューションズ
ジャパン・インダストリアル・ソリューションズ株式会社（英: Japan Industrial Solutions Co., Ltd.）は、日本の投資会社。
日本政策投資銀行、みずほ銀行、三井住友銀行、三菱UFJ銀行などが出資し、銀行の系列を超えて事業会社の再編・再生を促す企業再生ファンドを運営している。

## 主な出資先
- 曙ブレーキ工業[3][4]
- アルバック[5]
- SUMCO[5]
- シャープ[6]
- 常磐興産[5]
- 東京製綱[5]
- トクヤマ[6]
- 日本板硝子[5]
- 日本電子[5]
- ブルームダイニングサービス[5]
- 北海道ナチュラルバイオグループ[5]
- 明光商会[5]
- ユニチカ[5]